# Saint-Saturnin, Lozère
Saint-Saturnin är en kommun i departementet Lozère i regionen Occitanien i södra Frankrike. Kommunen ligger i kantonen La Canourgue som tillhör arrondissementet Mende. År 2022 hade Saint-Saturnin 58 invånare.

## Befolkningsutveckling
Antalet invånare i kommunen Saint-Saturnin
| Referens: INSEE |